# Renașterea României (pictură de Gheorghe Tattarescu)
Acest articol dezvoltă secțiunea Opera a articolului principal Gheorghe Tattarescu.
 Renașterea României  cunoscută și ca  Deșteptarea României  sau  Patria noastră , este o pictură realizată de artistul român Gheorghe Tattarescu în anul 1850. Renașterea României este cea mai reprezentativă pictură pe care a realizat-o Gheorghe Tattarescu, ea fiind o simbioză între starea politică existentă în anii Revoluției Române de la 1848 și credința creștin-ortodoxă ca esență spirituală a poporului român. Tendința pe care a avut-o Gheorghe Tattarescu, de a picta lucrări cu tematică înălțătoare și de a-și definitiva o operă care să conțină un mesaj spiritual, a făcut ca prin realizarea tabloului de mari dimensiuni intitulat Renașterea României să se situeze în panoplia fondatorilor picturii militante din România, alături de Barbu Iscovescu, Ion Negulici și Constantin Rosenthal. 
Tabloul original este astăzi la Muzeul Gheorghe Tattarescu. Lucrarea este o alegorie în genul compozițiilor academice de mari dimensiuni cu care se obișnuise Tattarescu la studiile sale la Roma. Simbolistica este destul de confuză și elementele ei religioase și laice acumulate cu o mărinimie pe care n-o scuză decât perfecta bună credință și naivitate, disparate și greu sintetizabile.
Pictura Renașterea României este o opera istorică teatrală, privind în ansamblul ei, ca și în detalii. Ea își are izvodul în buna credință a unui sentiment patriotic cald și sincer, care a dat un imbold pictorului pentru conceperea compoziției și a realizării picturale. Lucrarea este departe de a avea forța de sugestie și adâncimea portretului alegoric România revoluționară a lui Constantin Rosenthal, dar totuși, ea este o operă semnificativă pentru acel moment istoric și pentru stadiul de evoluție a conștiinței artistice a pictorilor contemporani cu revoluția de la 1848.
| \| \| Articole despre Gheorghe Tattarescu \| |                                     |                       |
|                                              |                                     |                       |
| Capodopere                                   | Memorialistică                      | Cronologie            |
|                                              |                                     |                       |
| Muzeul Tattarescu                            | Activitatea didactică               | Activitatea didactică |
|                                              |                                     |                       |
| Copilărie și studii                          | Pictură religioasă                  | Maturitate            |
| Modifică text                                |                                     |                       |
|                                              | Articole despre Gheorghe Tattarescu |                       |

|  | Articole despre Gheorghe Tattarescu |

## Contextul artistico-istoric al epocii
Cucerirea idealului în realizarea unei opere cu tematică istorică în artele plastice din Romînia, nu s-a putut realiza decât în a doua jumătate a secolului al XIX-lea, chiar dacă elanul patriotic cu care erau animați artiștii din principatele românești era unul de luat în seamă. Acest lucru a fost posibil deoarece înlăuntrul școlii românești de pictură au apărut personalități creatoare ce au reușit să sintetizeze experiența înaintașilor pe care au dus-o mai departe. Ca atare, pentru a face un salt calitativ în arta plastică, un rol important l-a avut pictura care s-a realizat în etapa pregătitoare definită de Revoluția Română din 1848.

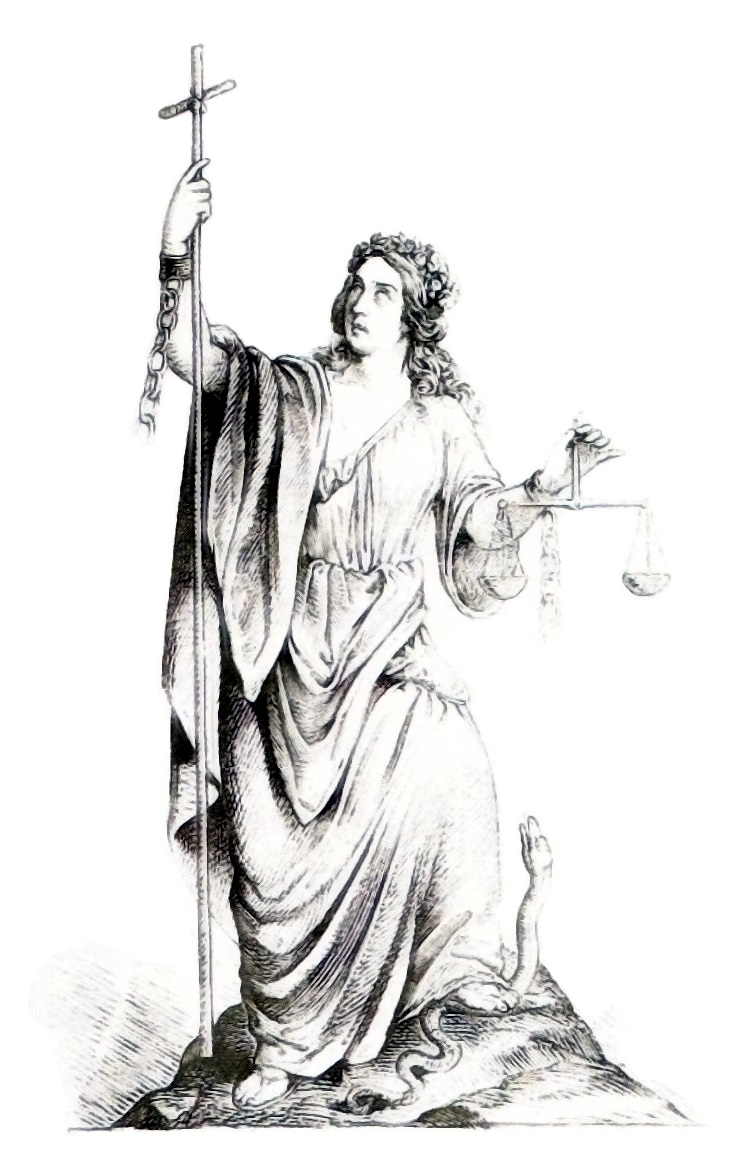
Statuia Libertății din Piața Vorniciei - de Constantin Rosenthal

Prin operele pe care artiștii de la 1848 le-au făcut, ei au scos arta din saloanele îmbâcsite ale negustorilor bogați și ale boierimii și au pus-o în slujba unori idealuri naționale pentru libertate și progres. Ei au urmat exemplul pictorului francez Jacques-Louis David, care a regizat cortegiile festive din timpul Revoluției franceze de la 1789, și au proiectat monumente ale revoluționarilor, au ridicat arcuri de triumf, au conceput imagini simbolice ale revoluției, au decorat sălile de adunări publice și au creat monumente statuare ca imaginea Libertății a lui Constantin Rosenthal construită în Piața Vorniciei din București.
Participarea celor mai importanți artiști la pregătirea revoluției, la evenimentele care au dus la abdicarea domnitorului Gheorghe Bibescu din data de 14 iunie 1848, precum și la instalarea Guvernului Provizoriu, a dat un implus semnificativ artei românești. Artiștii au reușit să dea operelor noi valențe de conținut, să lărgească semnificația pe care o afișau și mai ales să dea un caracter propagandistic viu, militant și patriotic, cu mult mai important decât tot ce s-a creat până atunci în România, pentru că, așa cum a menționat Alecu Russo în Cântarea României, „... mai mult au trăit Moldova, decît în cele cinci sute de ani istorice de la descălecarea lui Dragoș la 1359, pînă în zilele părinților noștri, în 16 ani, de la 1835 pînă la 1851” și „... Un tablou sau o statue, — nota în una din scrisorile sale revoluționarul Alexandru C. Golescu — este petrificarea unui mare gînd național: poporul îl prinde, pentru că el are formă sensibilă, care se transrnite din generație în generație”.
Pentru prima oară de până atunci, a apărut tipul de artist-cetățean care a înțeles funcția educativă și socială a artei și rolul pe care ea îl joacă în promovarea ideilor progresiste și de libertate. Cum în Țara Românească, mișcarea revoluționară de la 1848 a fost mai timpuriu și mai temeinic pregătită decât în Principatul Moldovei, beneficiind deja de o tradiție revoluționară prin Revoluția de la 1821 a lui Tudor Vladimirescu, majoritatea oamenilor de cultură importanți s-au raliat facțiunii revoluționare. Niciun artist plastic din această epocă nu s-a eschivat în a participa direct și activ sau doar prin opera lor, la evenimentele care au răsturnat vechiul regim feudal pentru a instaura unul burghezo-democratic.

## Pictorii revoluționari români de la 1848
Printre artiștii generației pașoptiste se regăsesc, alături de poeți și scriitori, și artiștii plastici Ion Negulici, Barbu Iscovescu și Constantin Rosenthal. Ei fost trei pictori care au participat activ la desfășurarea Revoluției Române din 1848. Aceștia au creat opere care au transmis urmașilor marile idei revoluționare, revoluționând în același timp și concepția estetică din România. Ei au fost cei dintâi care au înțeles și au aplicat, în ceea ce au creat, conceptul de artă militantă, puternic îmbogățit de un patos uman, ce era nu numai capabil să oglindească realitatea, ci și să o transforme. Chiar dacă opera lor a rămas doar o mare promisiune și chiar dacă aspirația lor artistică a excedat posibilitățile de exprimare plastică, ei au marcat istoria picturii în acel moment de cumpănă al societății românești. Exemplul pe care l-au lăsat moștenire posterității a făcut ca alți artiști să-și ia seva din ideile lor, totul ducând spre crearea unei școli de educație patriotică. Ca urmare, stindardul a fost preluat de Constantin Lecca, Gheorghe Tattarescu, Mihail Lapaty și Theodor Aman în Țara Românească, de Gheorghe Năstăseanu și Gheorghe Panaiteanu-Bardasare în Moldova și Mișu Popp în Ardeal, împreună cu Nicolae Popescu în Banat.  Toți aceștia au căutat să propage, prin creația lor artistică, idealul unității naționale la care au visat pașoptiștii. Ceea ce este cel mai prețios în opera pe care au făcut-o, este ca ea a răspuns unui program cetățenesc de unitate și libertate a poporul român și nu în ultimul rând la o coagulare a conștiinței de națiune.
Alături de cei trei mari corifei pașoptiști, ceilalți pictori reprezentativi ai epocii au sprijinit propagarea mișcării culturale căreia i-au dat viață. Unul dintre ei a fost Gheorghe Tattarescu care a avut legături foarte strânse cu Revoluția Română din 1848, așa cum reiese din corespondența bogată pe care a întreținut-o cu revoluționarii și mai ales cu Nicolae Bălcescu. Fiind la studii la Roma începând din anul 1845, el a informat cu regularitate pe apropiații lui Bălcescu cu mersul lucrurilor în revoluția din Italia și a primit constant informații cu progresele mișcării din principatele românești. El a luat contact pe viu cu ideile exprimate în presă de revoluționarii și anticlericalii italieni.

Opere reprezentative ale artiștilor revoluționari de la 1848
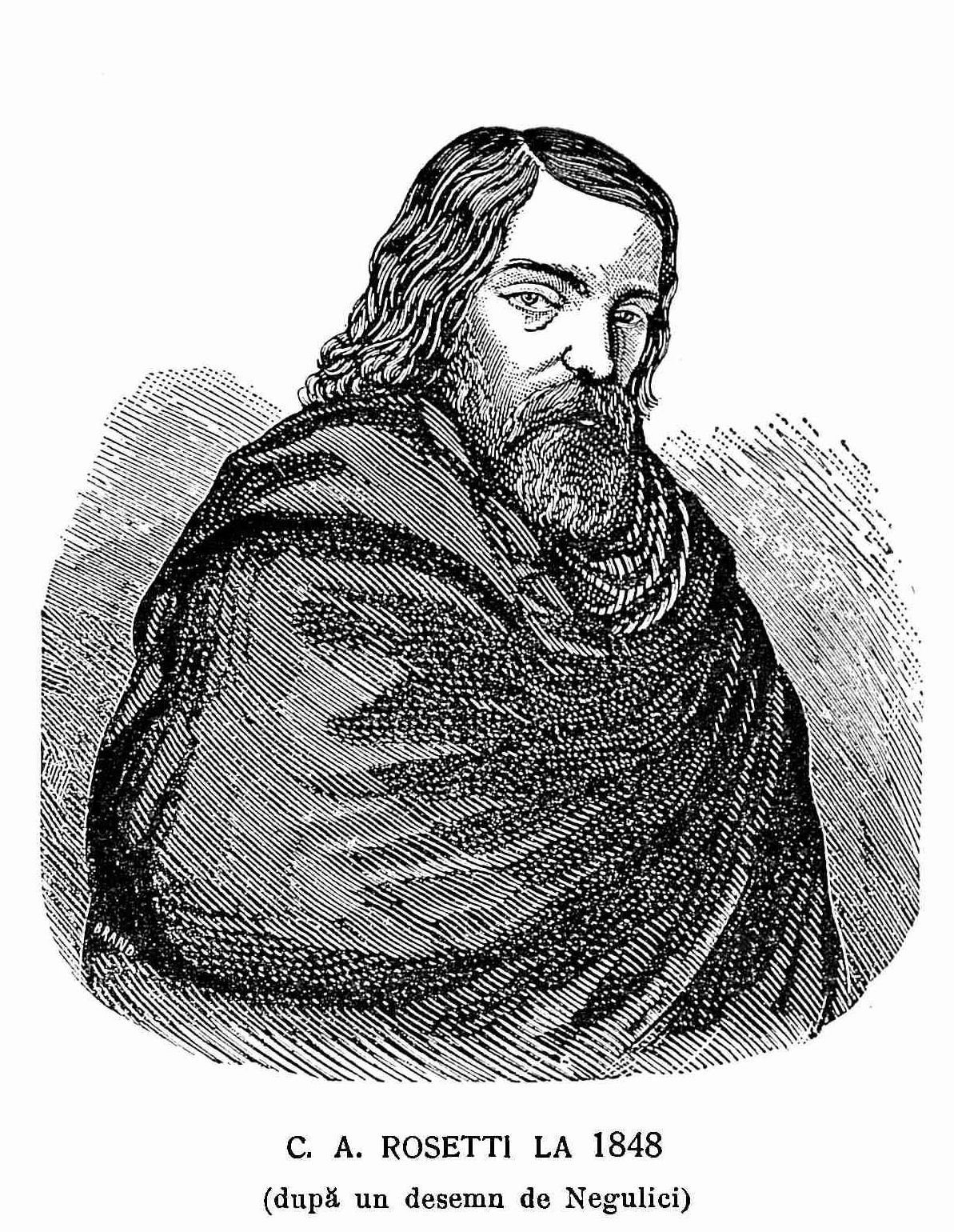
C. A. Rosetti - de Ion Negulici
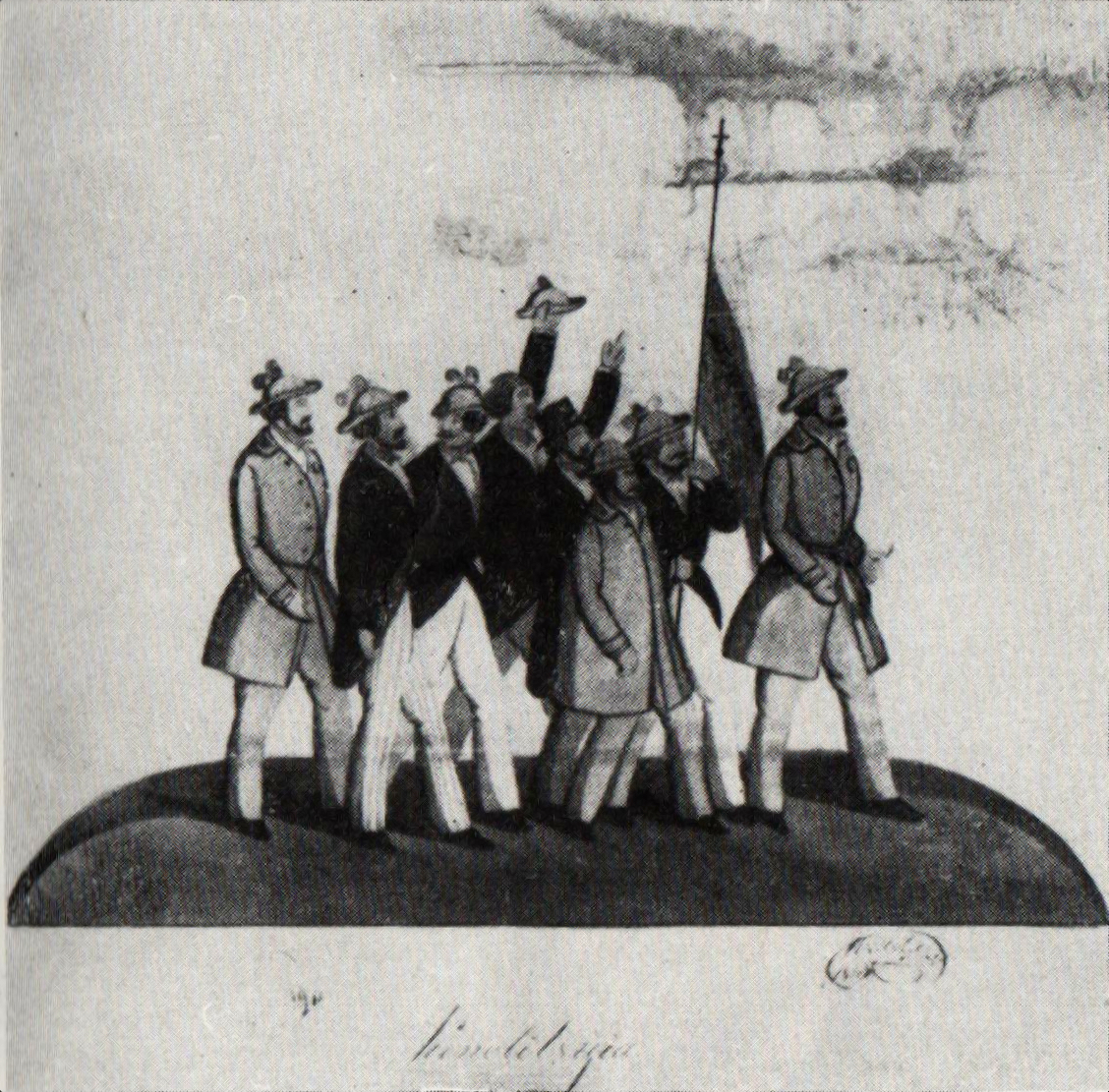
Grupul de manifestanți... - de Costache Petrescu
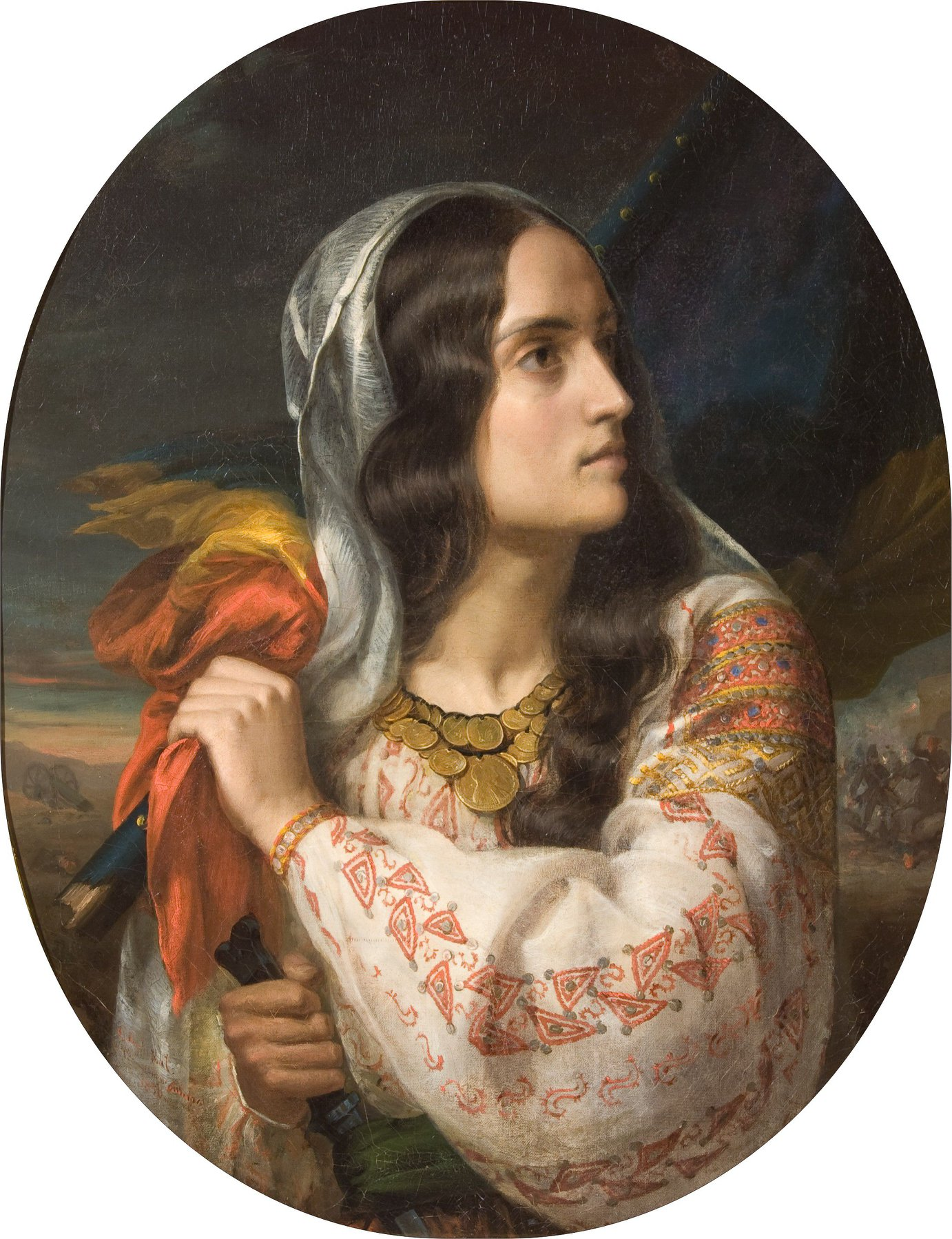
România Revoluționară - de Rosenthal
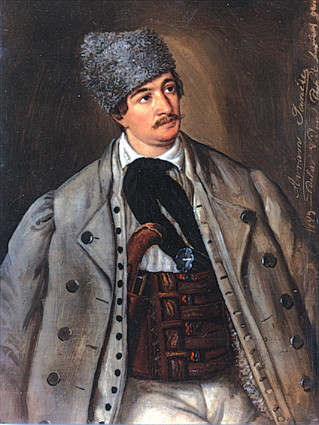
Avram Iancu - de Barbu Iscovescu
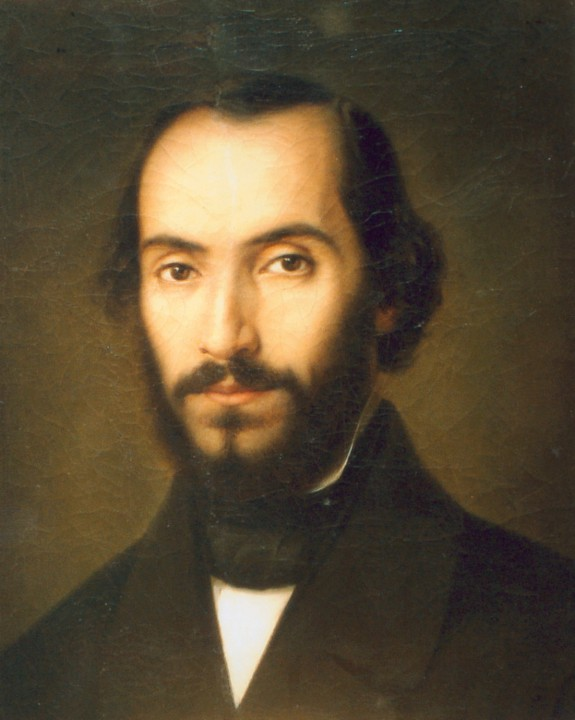
Nicolae Bălcescu - de Gheorghe Tattarescu
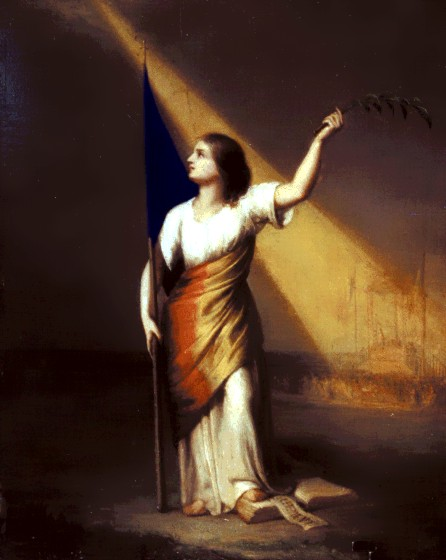
România rupându-și cătușele pe Câmpia Libertății - de Rosenthal
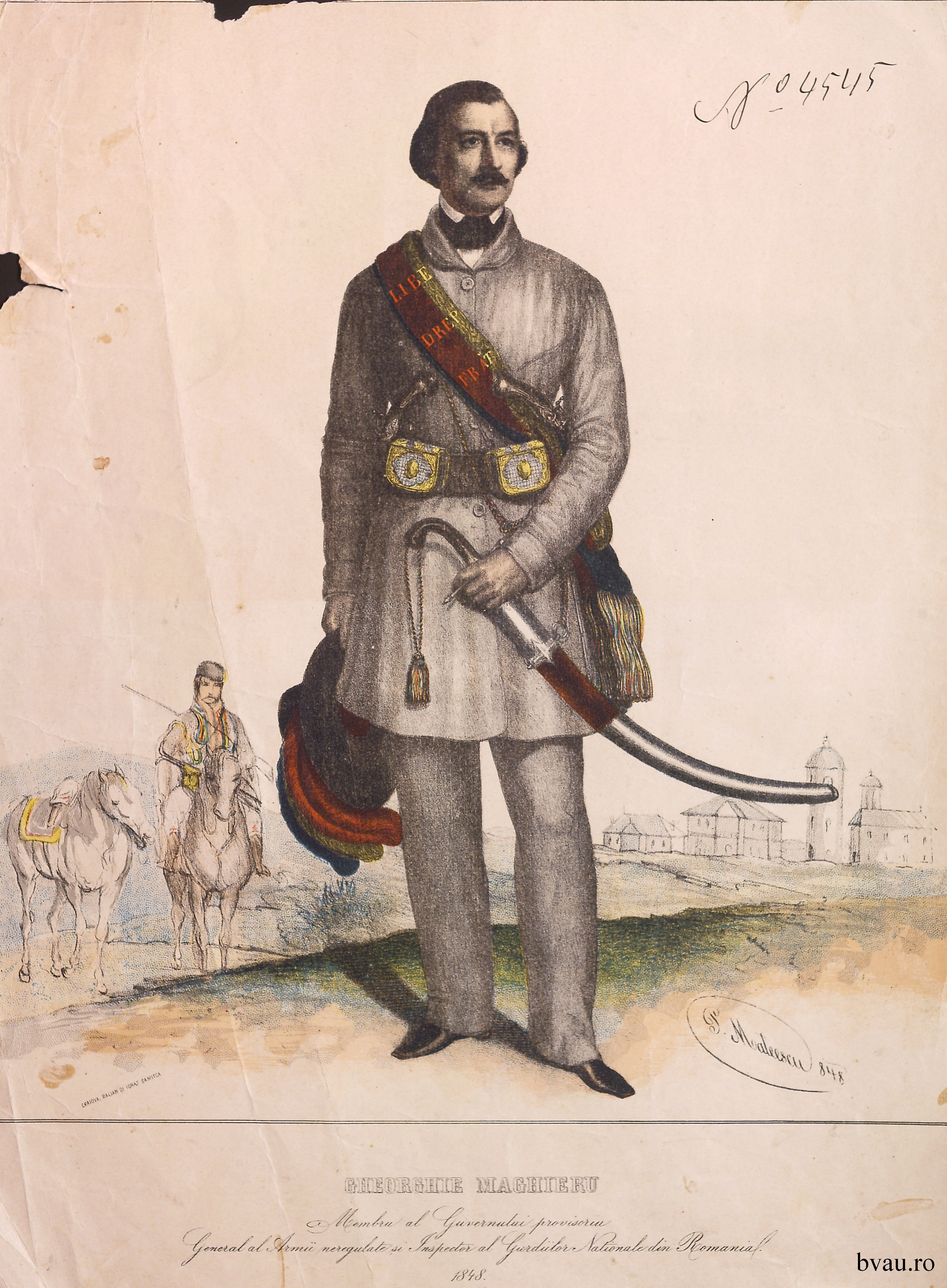
Gheorghe Magheru - de Petre Mateescu

Nu pot fi uitați nici Vasile Mateescu, autorul unei scrieri autobiografice, sau Petre Mateescu, care era considerat pictorul oficial al revoluționarilor români, cel care a făcut în anul 1848 portretul generalului Gheorghe Magheru. Panoplia pictorilor pașoptiști poate fi încheiată cu Costache Petrescu, cel care a realizat acuarela cu grupul de manifestanți pentru constituție care se îndreaptă spre palatul lui Bibescu Vodă.
Din categoria participanților la revoluție au făcut parte și primii arhitecți români Alexandru Orăscu și Iacob Melic. Ei au participat la acțiunile pe care le-a făcut Guvernul Provizoriu, având felurite misiuni de răspundere. Iacob Melic a îndeplinit și funcția de arhitect al Bucureștiului. După înăbușirea revoluției, Melic a fost arestat și trimis în exil.

## OperaRenașterea României

### Crearea tabloului pas cu pas

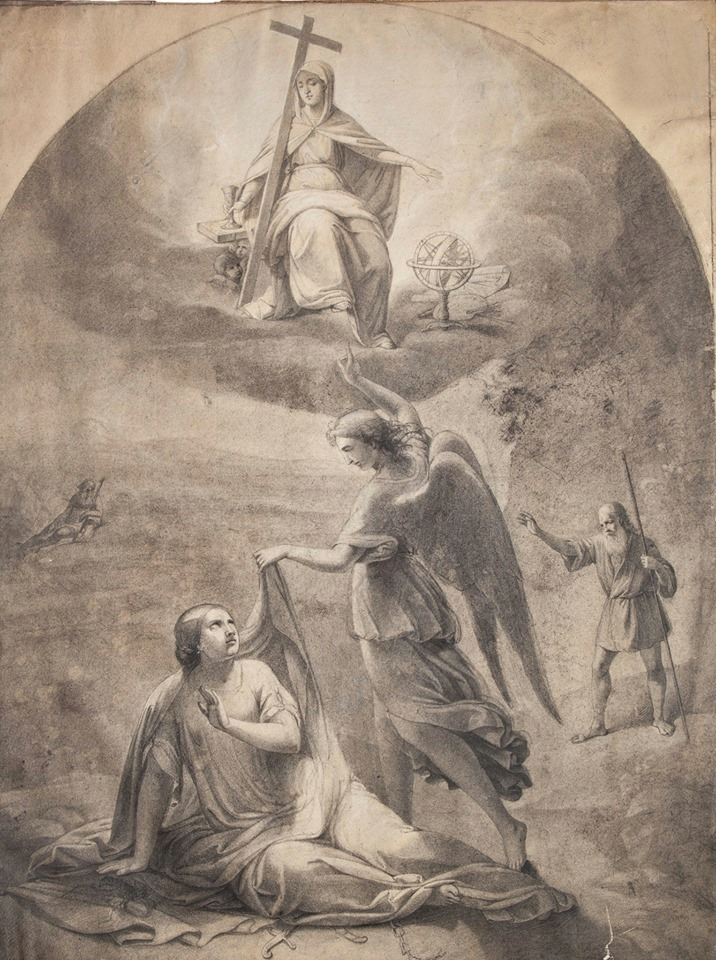
Renașterea României - studiu în cărbune (2)

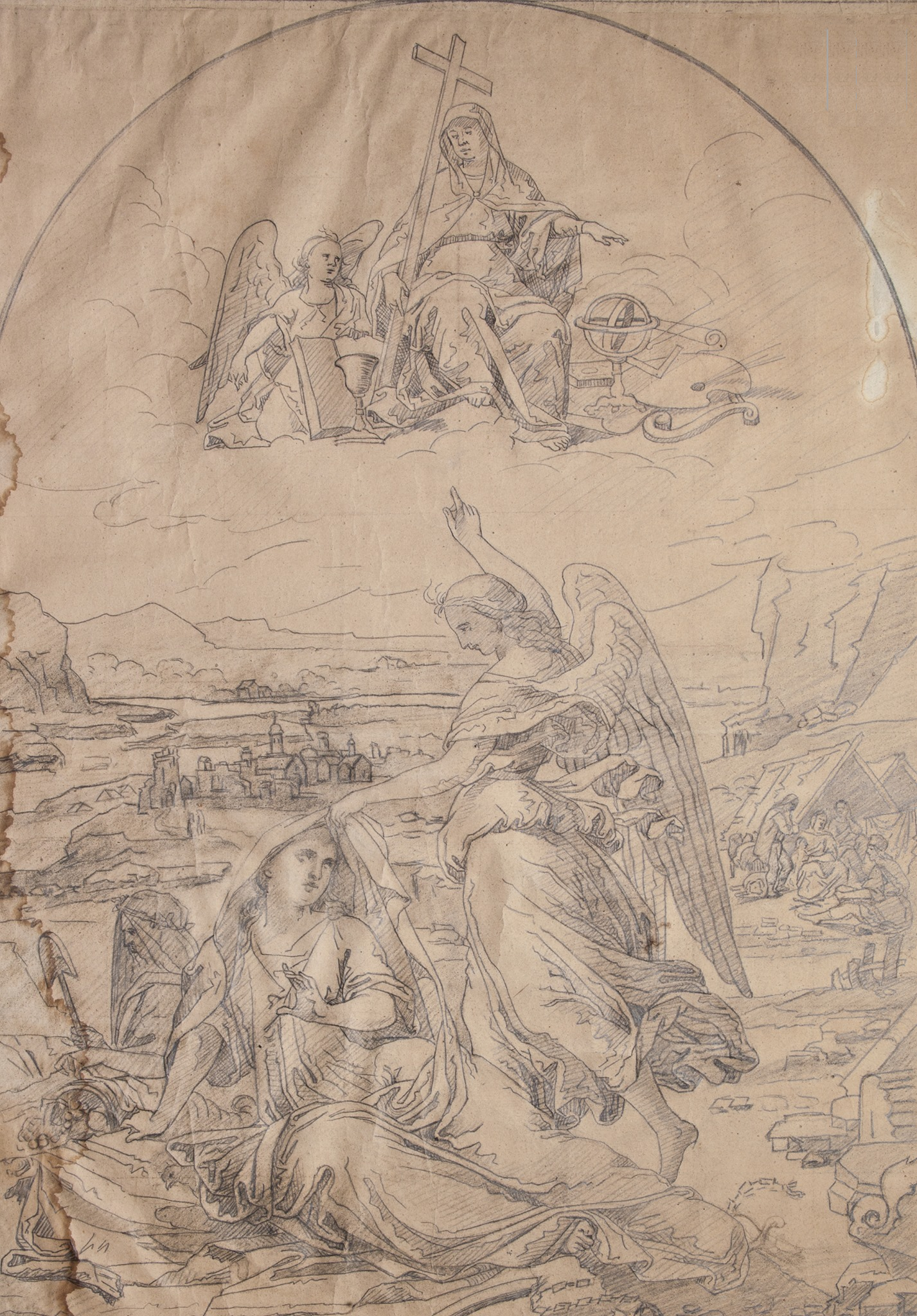
Renașterea României - desen în creion (1)

Gheorghe Tattarescu s-a întors la Roma, de la Florența, cu diligența prin Siena în data de 7 ianuarie 1849. Acolo a găsit o scrisoare pe care a primit-o de la Ion Arcescu semnată de acesta în 20 august 1848. Din această recipisă reiese prietenia apropiată dintre acesta și artistul român. În acel început de an, Tattarescu a închiriat un atelier în Via Mario di Fiori nr.8 unde a început să facă numeroase schițe pentru tabloul pe care voia să-l dedice revoluției române. Prima formă a lucrării aflată în stadiu de proiect o împărtășește lui Constantin Al. Kretzulescu ca fiind „... o alegorie imaginată într-o femeie care doarme somnul de secole, un înger o scoală și îi arată semnele religiei, științei și frumoaselor arte. Apoi pentru a arăta mai bine țara noastră, am pus Il Danubio pe de o parte și cealaltă pe un bătrân cioban care se minunează văzând progresul”. Această formă executată în cărbune era diferită față de compoziția pe care a realizat-o în final. Schița aceasta s-a păstrat și s-a constituit, istoric vorbind, într-un document care reflectă parcursul artistului spre pictura finală intitulată Renașterea României sau Deșteptarea României. Laitmotivul acestei prime creații a fost progresul tării. Pictorul nu s-a mulțumit doar cu acest stadiu al lucrării și l-a completat pe parcurs cu alte două componente: una socială și una națională. Ca atare, el a mărit dimensiunea lucrării de circa două ori, iar forma definitivă a fost de trei ori mai mare decât prima schiță în cărbune pe care a trimis-o Episcopiei Buzăului.
Ca urmare a rugăminții către Kretzulescu de a-i face rost de un calendar așa cum era Almanahul Satului pentru a studia stema, arma țării și culorile de pe drapel, Kretzulescu i-a satisfăcut dorința în 12 mai 1849 și i-a spus că .„.. mă unesc prea mult la părerea Dv. pentru 3 coloruri combinate, pentru că la un steag îmi trebuiesc a le-nfățișa”. Interesant pentru proiectul de drapel al României pe care dorea să-l redea, este că Tattarescu a combinat culorile drapelului Moldovei de dinaintea revoluției din 1848, albastru și roșu, cu culorile drapelului Țării Românești care avea albastru și galben. Rezultatul a fost albastru, galben, roșu, adică aceleași culori pe care revoluționarii le-au declarat prin Decretul nr. 1 din 14 iunie 1848 prin Guvernul Provizoriu al Țării Românești: „... Steagul va avea trei colore: albastru, galben și roșu. Deviza romînă care va fi scrisă atît pe steaguri, cît și pe monumentele și decretele publice, se va compune de aceste două cuvinte: Dreptate, Frăție. Dreptatea, această stea strălucitoare care luminează omenirea și o povățuiește în calea binelui, voiește ca oamenii să fie mai întâi slobozi și deopotrivă, și Frăția, acest sentiment străbun românesc, leagă inimile pentru obștescul folos”. Deoarece revoluția a fost înfrântă și decretele Guvernului Provizoriu au fost anulate, steagul Țării Românești a rămas cel inițial. Soluția găsită de artist a fost figurarea unei eșarfe roșii pe care a legat-o de drapelul Munteniei.

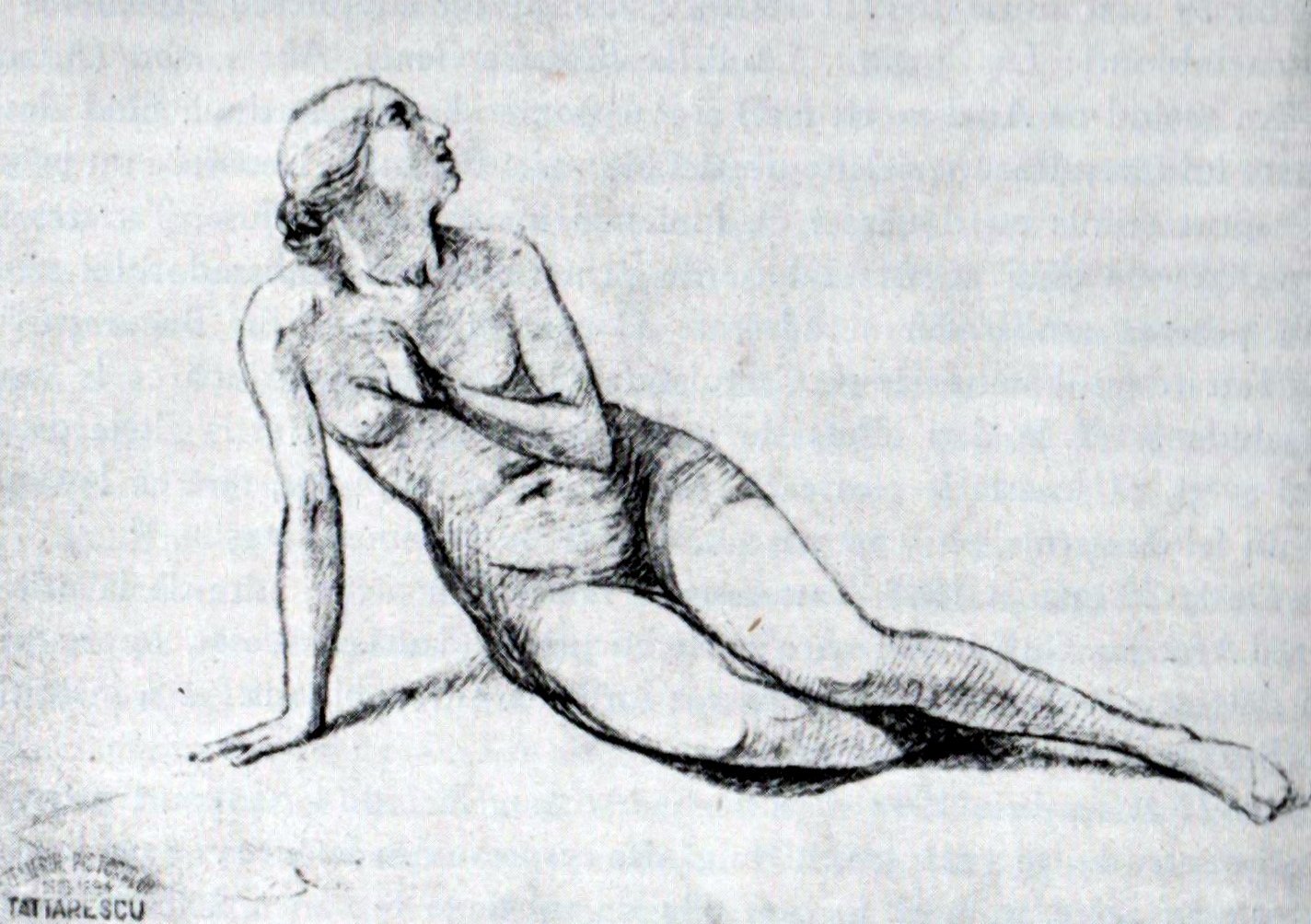
Renașterea României (studiu)

La începutul lunii iulie 1849 marea compoziție era în curs de realizare. Într-o scrisoare din 22 noiembrie adresată lui Arcescu, pictorul i-a spus că lucrează „... la o alegorie „Patria noastră" pe care o reprezentez (în una Donna care visează) surpriza mea, o las și pe aceasta ca pe cele de mai sus ca să-ți facă mai multă impresie cînd-1 vei vedea acolo împreună cu ceilalți compatrioți, la care mă și găsesc cam pe jumătate cu lucrarea”. Aceste amănunte, care transpar din corespondența artistului cu prietenii săi aflați în România, au creat posibilitatea analiștilor operei lui Tattarescu să cunoască în amănunt pașii realizării unei picturi emblematice, fapt care s-a întâmplat destul de rar cu alte opere similare. Astfel, se cunoaște data începerii, progresele înregistrate, tema inițială, schițele în cărbune și faptul că la jumătatea execuției  pictorul rămăsese ancorat la tema pe care și-o propusese inițial. Peste cinci luni din noiembrie 1949, artistul s-a răzgândit și ca atare a schimbat compoziția inspirându-se din revoluția lui Tudor Vladimirescu și din Regulamentul Organic. Noul proiect a fost trimis printr-o scrisoare însoțită de o fotografie lui Constantin Kretzulescu în data de 24 aprilie 1850. În aceeași scrisoare, Tattarescu a comunicat dimensiunile lucrării „... 1 metru și 54 centimetri în larg și 2 metri și 30 centimetri în înălțime” și îi propune lui Kretzulescu să facă o placă gravată, atâta timp cât tabloul mai este la Roma, pe care să o trimită în țară pentru a se tipări gravuri „... cîte am voi, prin urmare orcare amator ar putea să-i aibă cîte una; mie nu mi se pare urătă ideea asta”. Este de menționat că în anul 1867 ideea a fost reluată și chiar aplicată, dovadă că ideile cuprinse în tabloul Renașterea României erau  încă de actualitate. În acel an, Constantin Esarcu a publicat în revista Ateneul Romîn imaginea tabloului și a invitat publicul să subscrie la litografierea lui la un preț de un galben exemplarul. Litografia urma să fie realizată la Paris în format mare.
La cele ce le-a declarat lui Kretzulescu, s-a constatat în lucrarea finală că, Tattarescu a mai adăugat o alegorie cu figurarea vălului alb de pe fruntea femeii, având ca simbolistică vălul obscurantismului, care este ridicat de mâna stângă de îngerul care arată cu mâna dreaptă spre semnele artei și științei. Intențiile pictorului sunt axate pe trei probleme:
1. Problema națională -- femeia care reprezintă România este așezată pe drapelul Munteniei ce este împodobit cu o eșarfă de culoare roșie, care amintește de stindardul revoluționar, și are la picioare lanțuri sfărâmate și un iatagan turcesc frânt în două.[19]
2. Problema socială -- este reprezentată de cornul abundenței care simbolizează cultura, prosperitatea și bogăția. Contrastând cu bogăția, în partea dreaptă a lucrării a fost figurat un grup de țărani săraci care sunt de fapt, furnizorii de bunuri din cornul abundenței.[20]
3. Viitorul țării -- Ingerul dreptății care ridică vălul obscurantismului în care se găsește România și arată spre renașterea artelor frumoase și științelor.[20]

Unui privitor obișnuit nu se putea ca cele trei alegorii să-i rămână neidentificate sau înțelese. De aceea, tabloul era un apel evident pentru toți cei care au participat la revoluție, pentru a continua lupta pentru eliberare și emancipare socială. Pentru prima oară în artele plastice din România a fost reprezentat un țăran român pe o lucrare pe pânză în ulei. Scena pe care a redat-o artistul, o familie rurală în fața unui bordei sărăcăcios, aflat jumătate îngropat în pământ, a fost văzută de Tattarescu în călătoriile sale prin România și ea oglindește lupta lui Nicolae Bălcescu pentru eliberarea clăcașilor. Tattarescu a văzut renașterea României prin cultură și ridicarea vălului obscurantismului se constituie într-un protest înflăcărat împotriva superstițiilor epocii și în același timp, un apel spre ridicarea culturală a poporului și spre progres. În mod evident, tabloul cu cât este privit mai îndeaproape, cu atât este mai plin de semnificații, mai bogat și mai surprinzător. Istoric vorbind, există o congruență între gândurile artistului și cele ale revoluționarilor de la 1848. Practic, pictorul român s-a metamorfozat în executorul unei gândiri colective care a justificat pe deplin concepția despre menirea artistului de a lupta prin artă pentru idealurile progresiste și revoluționare.

### Parcursul expozițional

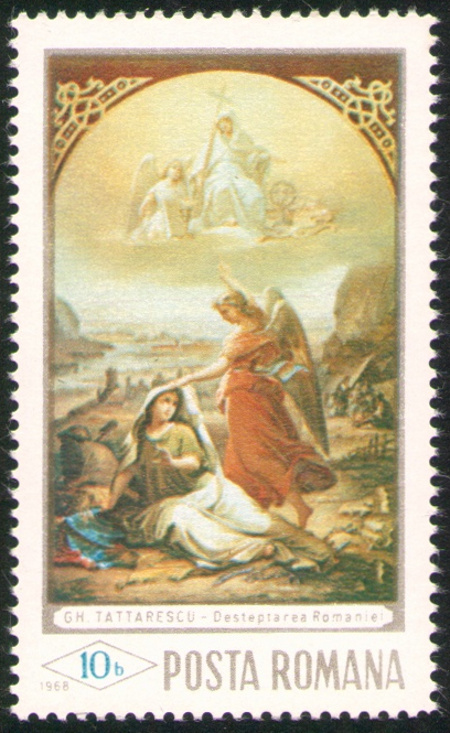
Renașterea României (aici cu titlul „Deșteptarea României”), pe o marcă poștală, cu valoarea nominală de 10 bani, emisă în 1968.

Tabloul Renașterea României a fost expus în luna iulie 1850 la Roma. Au fost publicate articole de presă care au semnalat prezența lucrării lui Tattarescu în expoziție, precum și cronici de artă în ziarul Album (Giornale letterario e di Belle-Arti), fasc. 34 pag. 267, sau articolul semnat de Quirino Leoni sub titlul Despre o pictură a dlui. Tattarescu. În articolul lui Leoni s-a menționat că „... Cornul abundenței, mărturia vechii culturi, a fertilității și a bogăției țării face să reiasă contrastul cu mizeria grupului unei familii sărace și părăsite”.
Gheorghe Tattarescu i-a înștiințat despre expoziție pe Nicolae Bălcescu la Paris și pe Ion Arcescu la București, în scrisori trimise în data 9 iunie 1850. După închiderea expoziției, care a durat o lună de zile, ca urmare a sfatului lui Kretzulescu și probabil al lui Arcescu și Bălcescu, artistul a trimis tabloul la București domnitorului Barbu Știrbei „... ca cel ce astăzi este cap al Nații noastre, spre semn de recunoștință Patriei mele”. Expediția urma să se realizeze prin intermediul ambasadei ruse din Roma. Din cauză că politicienii ruși cunoșteau alegoriile naționale și sociale reprezentate în tablou, aceștia au refuzat să facă transportul.
Tabloul a fost expediat la București în data de 7 iulie 1850, așa cum rezultă din scrisorile pe care artistul le-a trimis după o zi lui Kretzulescu, Economului Filoftei și unchiului său Nicolae Teodorescu. Barbu Știrbei a donat tabloul în anul 1850 proaspăt reorganizatei Pinacoteci din București conform Decretului dat în 24 decembrie 1858, ea find prima pictură care a fost donată statului și a purtat multă vreme numărul 1 de inventar. În luna mai 1851, pictorul a aflat de la Teodorescu că lucrarea se afla ca exponat la Liceul Sfântul Sava din București.
În luna noiembrie 1851, pictorul s-a întors în România și a aflat că pictura Renașterea României se afla expusă în clădirea Academiei care era amplasată pe locul actual al Universității din București.
O replică mai mică a tabloului Renașterea României a participat la Expoziția artiștilor bucureșteni din anul 1864 și la Expoziția artiștilor în viață din anul 1868.
În anul 1867, Renașterea României a fost prezentată la Expoziția Universală de la Paris  unde a purtat numele de Visul României. Tabloul a participat la Expoziția Universală de la Viena din 1873 împreună cu alte trei tablouri: Portretul Arhimandritului Rovin Tărgșoreanu, Decebal și Țăranul de la Dunăre. Lucrarea a intrat în administrarea Muzeului Gheorghe Tattarescu în anul 1953, an în care a luat ființă.

### Cronică și comentarii critice
Tendința pe care a avut-o Gheorghe Tattarescu, de a picta lucrări cu tematică înălțătoare și de a-și definitiva o operă care să conțină un mesaj spiritual, a făcut ca prin realizarea tabloului de mari dimensiuni intitulat Renașterea României să se situeze în panoplia fondatorilor picturii militante din România, alături de Barbu Iscovescu, Ion Negulici și Constantin Rosenthal. Prin perfecționarea tehnicilor în arta picturii, Gheorghe Tattarescu a sperat să poată fi de folos cauzei revoluției din principatele românești. El nu a fost ca Gheorghe Năstăseanu un luptător pe străzile și baricadele din Roma, dar a înțeles că prin opera sa ar putea aduce un plus pentru crezul de libertate care bântuia pe atunci prin societatea românească. Astfel, Tattarescu a realizat o compoziție intitulată Deșteptarea României pentru a ilustra evenimentele din anul 1848. Fiind într-o stare de spirit asemănătoare cu cea în care era Constantin Rosenthal când a pictat România revoluționară, artistul român a atras atenția Italiei asupra dramelor care se desfășurau în Principatele Dunărene. Ziarul Album, din Roma, a publicat o litografie a lucrării însoțită de comentarii. Ziariștii Quirino Leoni și Luigi Abati au făcut cronica pomenindu-l pe Tattarescu și țara sa, Valahia:

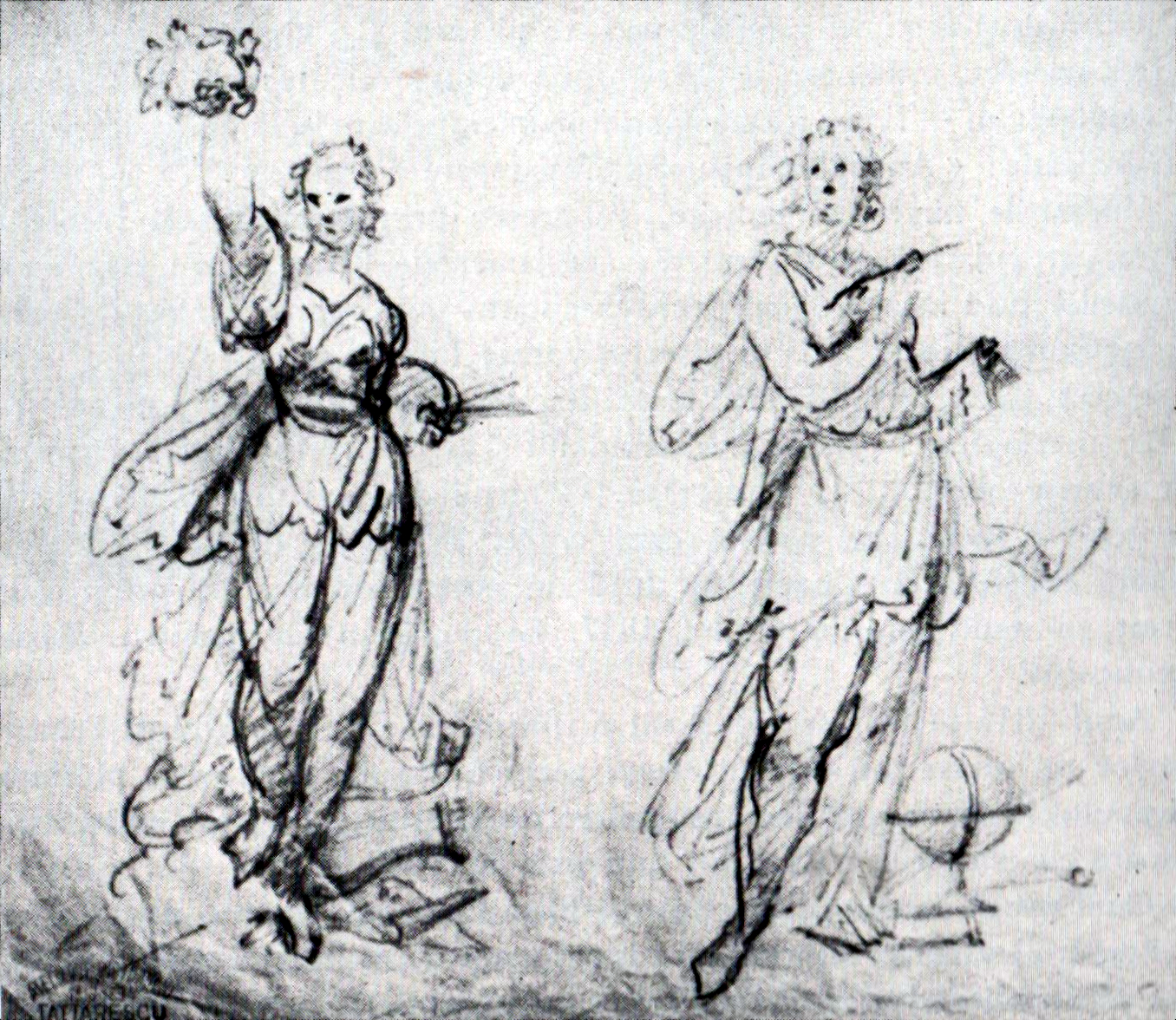
Pictura și Știința (schiță)

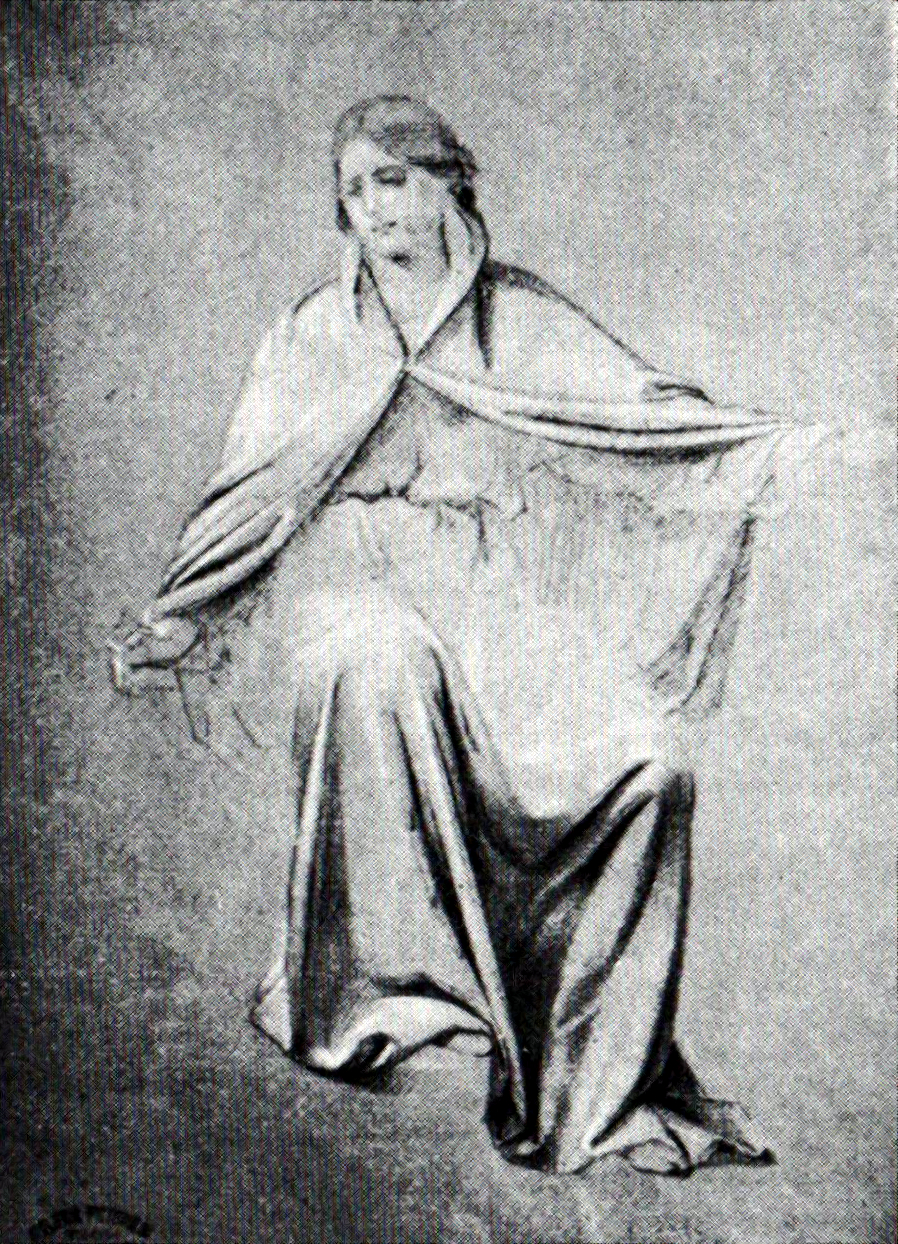
Studiu de falduri

... Dl. Tăttărescu, într-un tablou al său, ••• scrie Leoni, vrea să figureze simbolic renașterea noii și — să sperăm — durabilei civilizații a Valahiei, patria sa. Într-o vastă cîmpie parcursă de Dunăre, ca să marcheze bine țara ce trebuia înțeleasă, pe care se văd unele vestigii ale faimosului pod construit aici de Împăratul Traian, și care e închisă de îndepărtații Carpați,... zace o nobilă figură de femee,... peste stindardul valah doborît; — un lanț și o cătușă spartă la picioarele ei, semnifică sclavia care a oprimat această cîteva ruine de monumente ici colo și cornul abundenței lîngă figură, slujesc să ateste civilizația antică, fertilitatea și bogăția sa: în vreme ce cîteva grupuri de familii sărace și rătăcitoare fac să reiasă contrastul mizeriei și a părăsirii care a urmat înfloritoarei stări a provinciei... Atitudinea ei este aceea a unei persoane care, zăcînd, caută să se ridice. Un înger, frumos ca mesager al speranței... ridicînd vălul alegoric al ignoranței și al erorilor în care sclavia scufundă națiunile oprimate, descoperă fața splendidă și ființa simbolicei femei, în vreme ce cu mîna dreaptă, arată spre înaltul cerurilor... pe un tron de nouri, o majestoasă femeie acoperită de o mantie albă, și susținînd cu mîna o cruce... la dreapta sa un copil cu chip îngeresc ținînd deschisă o Evanghelie... la stînga, un glob, cărți și emblemele artelor frumoase,... „alese să devină cultură a geniului și a intelectului...”
Opera este o alegorie în genul compozițiilor academice de mari dimensiuni cu care se obișnuise Tattarescu la Roma. Simbolistica este destul de confuză și elementele ei religioase și laice acumulate cu o mărinimie pe care n-o scuză decât perfecta bună credință și naivitate, disparate și greu sintetizabile. Opera, totuși, a plăcut și a fost comentată în țară și în străinătate. O litografie a acestui tablou este păstrată la Secția de stampe a Academiei Române. Tabloul original se află astăzi la Muzeul Gheorghe Tattarescu.
Pictura Renașterea României este o opera istorică teatrală, privind în ansamblul ei, ca și în detalii. Ea își are izvodul în buna credință a unui sentiment patriotic cald și sincer, care a dat un imbold pictorului pentru conceperea compoziției și a realizării picturale. Lucrarea este departe de a avea forța de sugestie și adâncimea portretului alegoric România revoluționară a lui Rosenthal, dar totuși, ea este o operă semnificativă pentru acel moment istoric și pentru stadiul de evoluție a conștiinței artistice a pictorilor contemporani cu revoluția de la 1848. Semnificativă a fost și pentru nivelul de dezvoltare a gustului publicului român din acea perioadă, ca și pentru valorile cu care s-a asociat fenomenul estetic cu ascensiunea burgheziei spre puterea politică. Renașterea României este un exemplu tipic a felului în care un artist, care fusese pregătit să realizeze decorații religioase, a înțeles să folosească ceea ce a învățat în școala italiană de pictură, pentru ilustrarea unor scopuri politice de care era profund atașat, dând astfel un nou conținut al formelor artistice pe care le-a asimilat.

### Locul tabloului în cariera pictorului

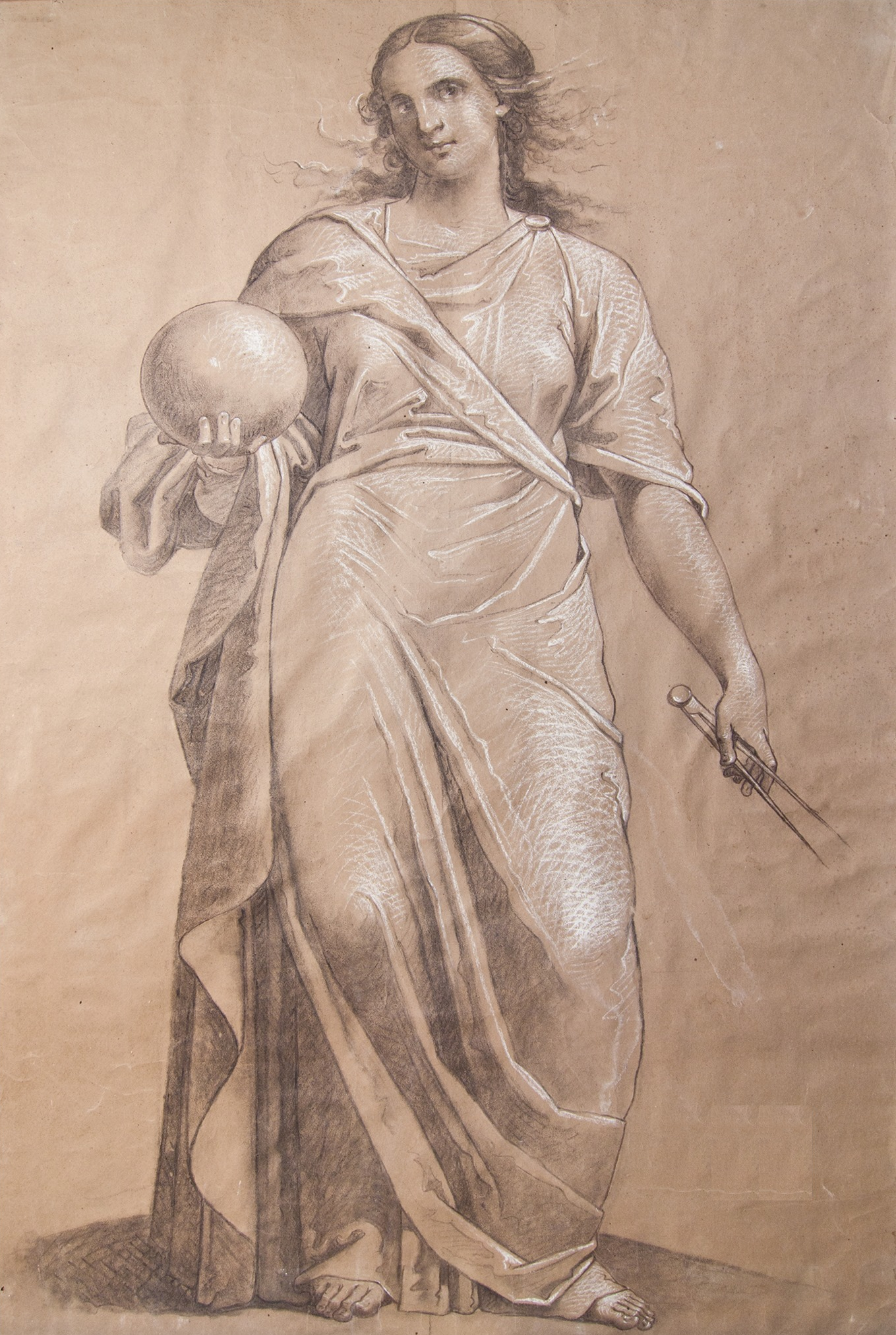
Știința (desen)

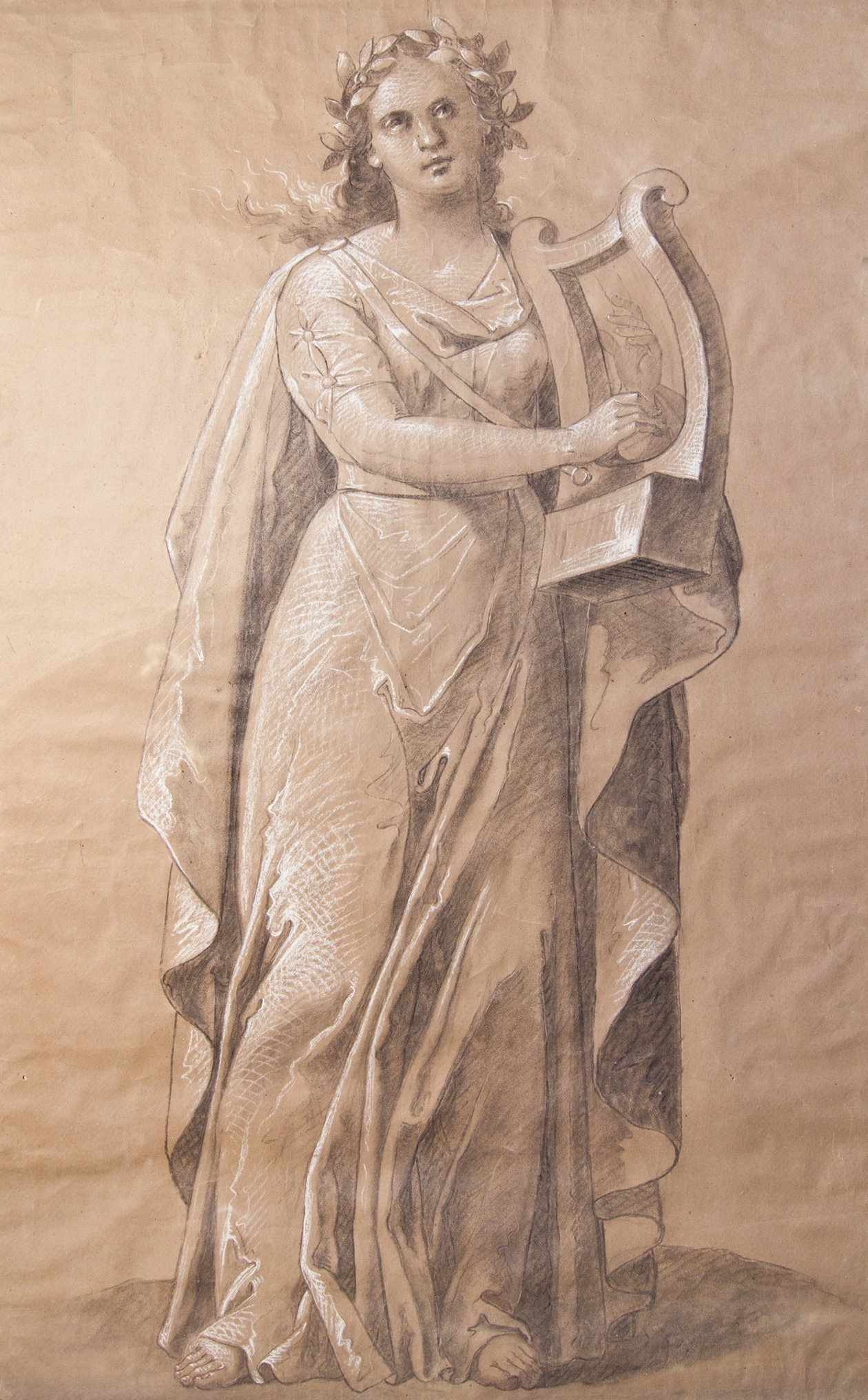
Terpsihora (desen)

Încă din anul 1864 există mențiuni documentare care atestă rolul important pe care l-a jucat pictura Renașterea României în viața și cariera artistică a lui Gheorghe Tattarescu. În acel an pictorul a participat la Expoziția artiștilor bucureșteni din anul 1864, organizată în trei săli de la Academia Sfântul Sava din București, cu patru lucrări, din care doar două personale, celelalte două fiind cu tematică religioasă. Ulisse de Marsillac a scris o cronică artistică pentru acea manifestare expozițională în care a îndemnat publicul să se oprească „... pentru a vedea o copie redusă a principalei opere a Dlui Tattarescu: Deșteptarea României. Nouă ne plăcea mai mult prima variantă, aceea pe care o deține de multă vreme muzeul de la Sfântul Sava”. După o descriere succintă, la final, De Marsillac a precizat că pictura „... este un tablou care face mare onoare D-lui Tattarescu și ca concepție și ca execuție”. Așa cum a afirmat istoricul Ion Frunzetti, lucrarea care l-a făcut faimos pe artist încă din momentul realizării ei, a fost sortită să facă o carieră deosebită în viața pictorului.
După trei ani de la expoziția din 1864, în 1867, Constantin Esarcu a anunțat în periodicul Atheneul Român, din martie-aprilie 1867, că pictorul Tattarescu a decis să-și litografieze opera Renașterea României. Esarcu a îndemnat cititorii să se aboneze cu subscripții anticipate. Ziarul Romînul, din 4 mai, a reluat știrea cu precizarea că prețul abonamentului „... va fi de un galben, plătitu la subscriere, iar dupe aparițiune va costa 16 sfanți... urmînd a se litografia într-un din cele mai renumite stabilimente din Paris”. Același ziar a anunțat în 18 iulie 1868 că „... Renascerea României, acea reproducere reușită de minune, în mari litografii d-uă fineță ș-uă acurateță de lucru perfectă a sosit de la Paris” și s-a început vânzarea la Librăria Socec. Anunțul a fost republicat și în 27 iulie, 6 august și 21 august. Gheorghe Tattarescu a considerat-o, sub aspectul ei artistic și ca mesaj propagandistic un „... obiectul scumpu românilor din mai multe puncte de vedere”.
Din cauza acestor litografii, presa acelor timpuri a început să facă comparații dintre lucrările pe care le făcea artistul și opera sa de căpătâi Renașterea României. Astfel, ziarul Trompeta Carpaților a menționat că:

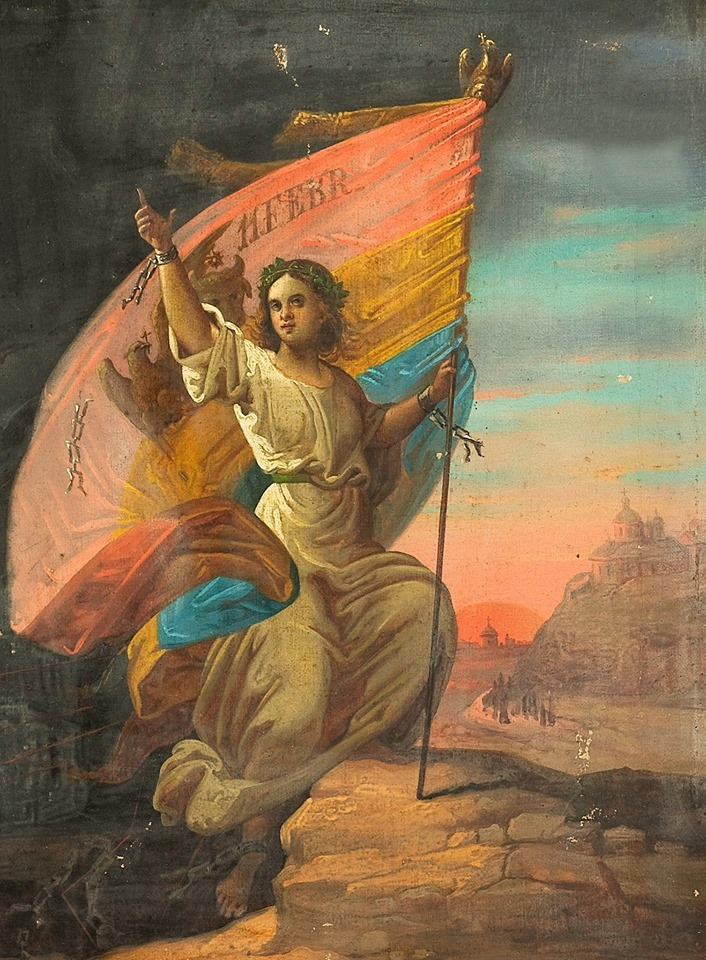
11 februarie 1866 România Modernă

„... Dl. Tattarescu a debutat în artă printr-un tablou remarcabil, intitulat Renașterea României. Mult timp a trecut d-atunci, D-nia sa a lucratu continuu și pînă acum n-a pututu s-atingă prima sa operă. Subiecte grandioase n-au lipsit pictorului, din contră, elle s-au prezentatu de sine înaintea imaginațiunei salle. Într-adevăr, de vr-uă cîțiva anni evenimente atâtu de mari și neasceptate s-a petrecutu în țerra noastră în cîtu elle suntu în memoria tuturor și n-au nevoe să mai fie citate. Cum dânsele n-au produs nici un efectu asupra artistului? cum elle l-au lăsatu indiferentu?”
----- Trompeta Carpaților din 16/28 iunie 1868
Gazeta l-a dojenit pe pictor în continuare spunând că „... putea interpreta două pagine din istoria română contemporană... !... de ce n-a făcut-o ?” Opinia descrisă de gazetă era o concepție generală care exista în acea epocă care spunea că rolul artei era producția de picturi cu rol ilustrativ care erau în slujba momentului istoric, principalul țel al ei fiind exaltarea sentimentului patriotic. Opinia publică nu l-a iertat pe Tattarescu pentru că s-a îndepărtat de la sarcina pe care un artist trebuia s-o înfăptuiască. Tot în acel articol, cronicarul a dat și o explicație pentru care pictorul a deviat de la direcția artei: faptul că artistul în goana sa după bani a realizat picturi murale bisericești contestabile:
„... Dacă... ocupîndu-se de a acoperi zidurile edificiiloru religioase cu imagini, în repeziciunea lucrării a neglijatu câte'uă dată correcția liniilor, a nesocotitu armonia coloriloru, a renunciatu la originaritate în compoziție, noi credem însă că nu va persista cu obstinație în funesta calle ce a appucatu, că își va aduce aminte de fericitu-i debutu, de pictori ilustri care i-au servitu de modelu”.
Un exemplu al unei lucrări realizate din tematica istoriei contemporane este lucrarea 11 februarie 1866 denumită popular România Modernă, pe care Tattarescu a pictat-o ca urmare a răsturnării de la domnie a lui Alexandru Ioan Cuza. Pictura este de dimensiuni reduse și a fost păstrată în atelierul artistului până la decesul acestuia. Ea era o amintire personală a unui moment politic și nu a avut vreun rol propagandistic.

Detalii din pictură și studii aflate la Muzeul Gheorghe Tattarescu
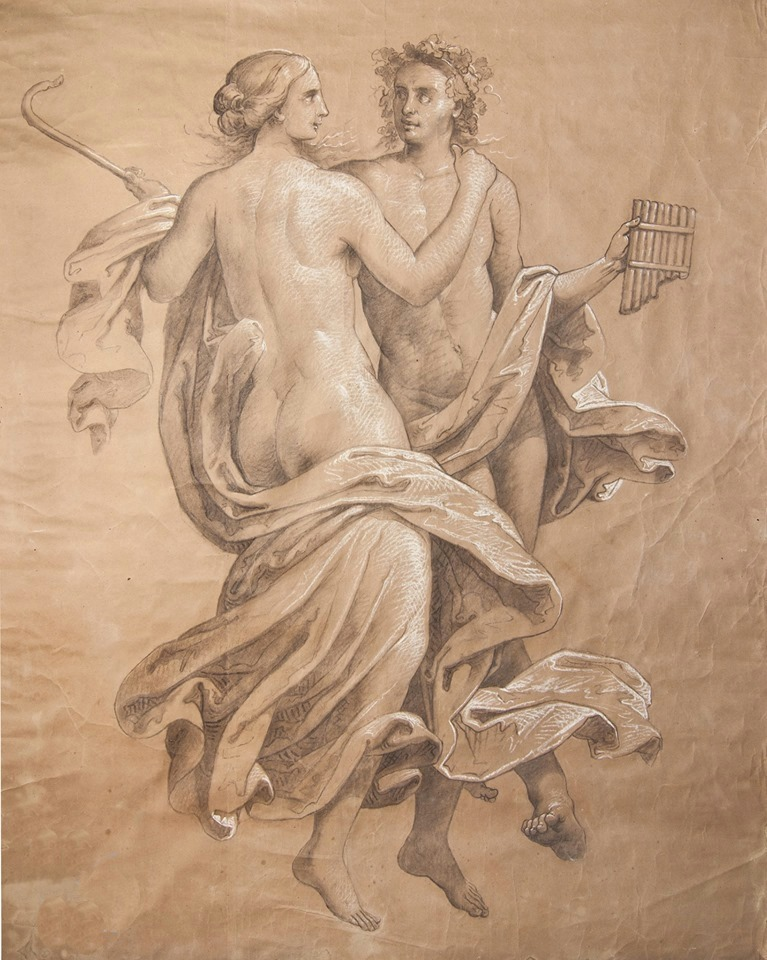
Orfeu și Euridice
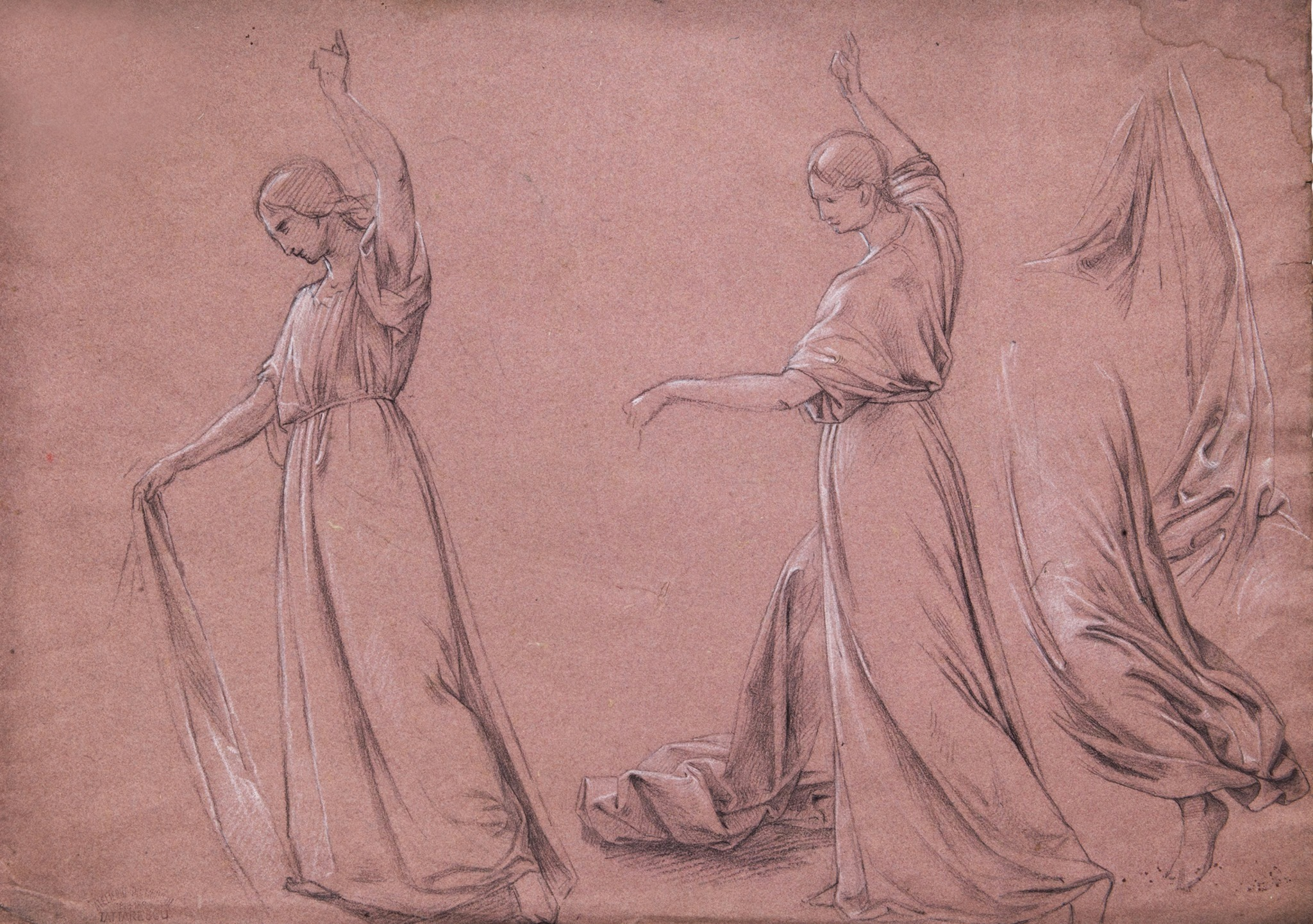
Studiu
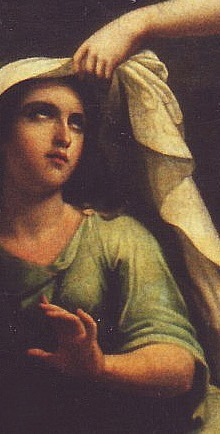
Detaliu (1)
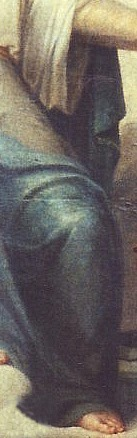
... (2)
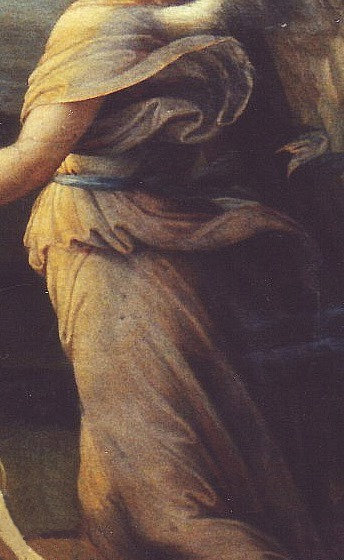
... (3)
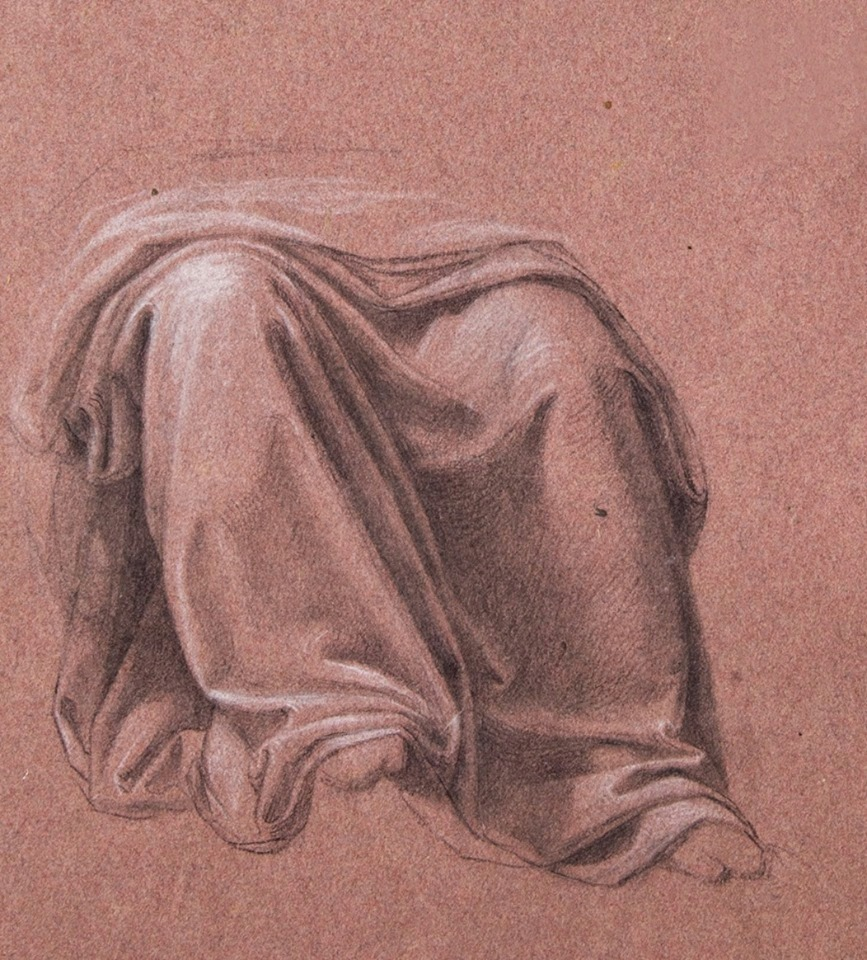
Studiu
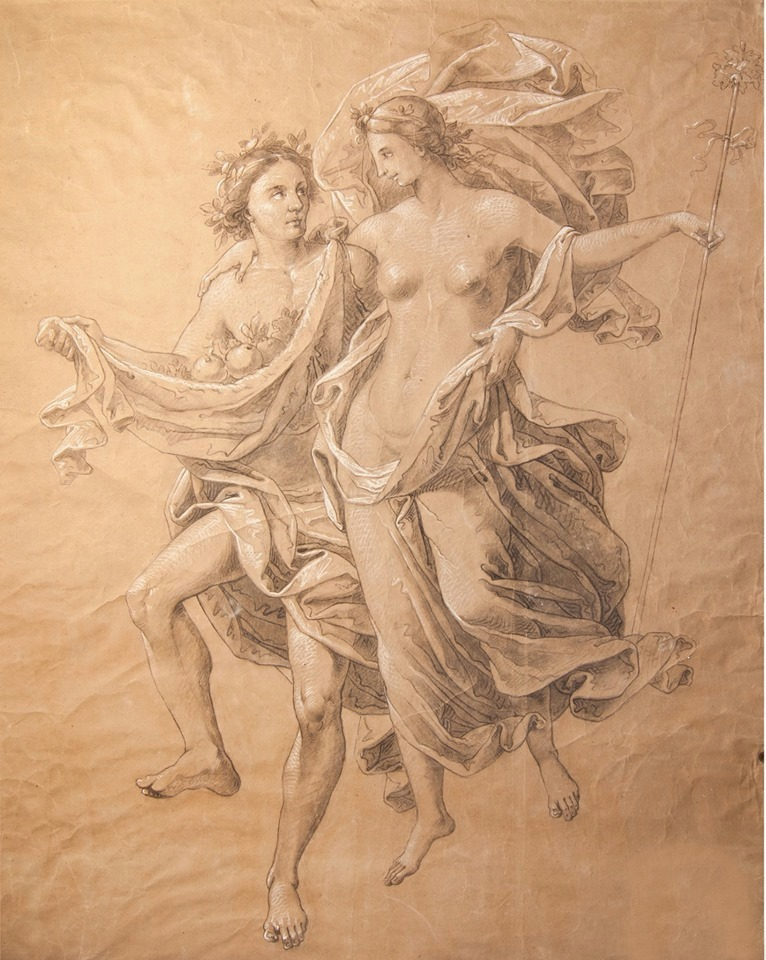
Urania și Apollo

Reproșul adus este injust, a precizat criticul Ion Frunzetti, chiar dacă mențiunile privitoare la neglijențele evidente pe care Tattarescu le-a făcut în pictarea scenelor religioase, par a fi realizate cu șablonul. După cum a afirmat criticul, Tattarescu nu a părăsit niciodată tematica istorică, chiar dacă era mai tot timpul prins cu zugrăvitul bisericilor, el folosindu-se de lucrări pe care le-a realizat în trecut.
Renașterea României a participat la Expoziția artiștilor în viață din anul 1868 și la Expoziția Universală din Paris de la 1868. După cinci ani lucrarea a figurat și la Expoziția internațională din Viena de la 1873 în 1873 împreună cu pictura intitulată Decebal și încă un portret de ecleziarh.
Ulisse de Marsillac a mai publicat în 1870 un articol în care a vorbit despre atelierul lui Tattarescu și l-a criticat că este „... unul din acei oameni care d'uă dată fără hezitațiuni, fără șovăire, fără diverse încercări, adjunge la maximulu perfecțiunei loru, fără să-lu mai poată attinge în urmă ?”
Ca o concluzie a tuturor cronicilor și analizelor care s-au făcut despre acest tablou, Ion Frunzetti a precizat că lucrarea Renașterea României a ocupat în permanență unul dintre cele mai importante locuri din întreaga carieră artistică a lui Gheoghe Tattarescu.

### O continuare -Unirea Principatelor
Cu trei luni înainte de întrunirea Divanului ad-hoc din octombrie 1857, Tattarescu a expus la Colegiul Sfântul Sava din București desenul Unirea Principatelor. Un articol de presă a elogiat apariția descriindu-l:

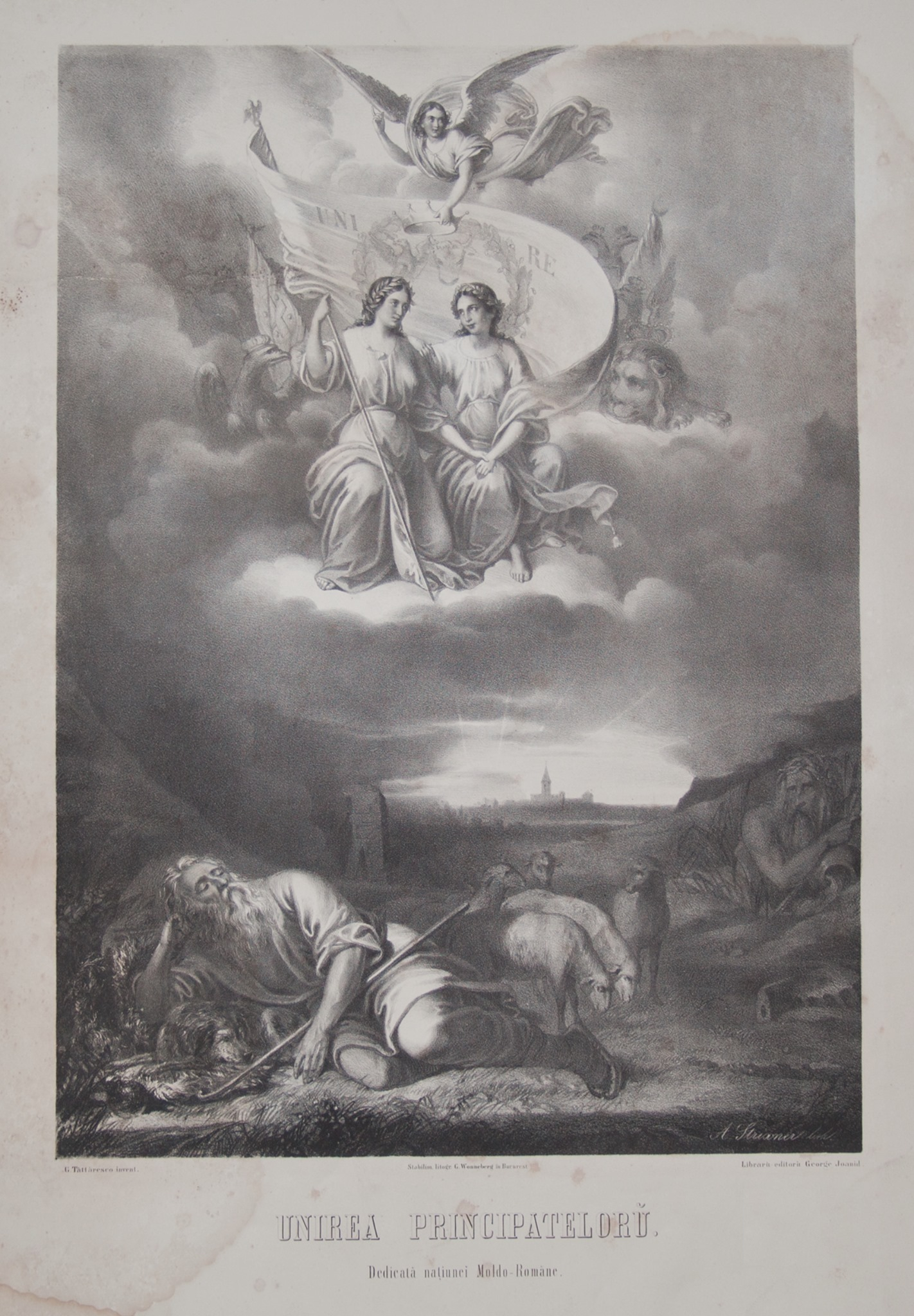
Unirea Principatelor

„... Cine nu a admirat la colegiu tabloul lui Tattarescu, înfățișînd România rupînd lanțurile și ridicînd vălul ce-i acoperă ochii spre a privi un viitor mai fericit? Acest tablou [ Unirea Principatelor ] este continuarea celui de la colegiu. Pictorul, neavînd însă timp suficient pentru a face un mare tablou, s-a mărginit a face numai un desen, rămînând ca mai pe urmă să trateze același subiect într-un tablou mare. Desemnul înfățișează pe primul plan Dunărea cu valurile sale care înconjură țara ca un brîu, aducîndu-i avuțiile Orientului și civilizațiunea Occidentului. În stînga se văd ruinele Severinului și între ruine un bătrîn păstor culcat, care privește spre cer cu inima plină de speranță. Acolo el zărește două femei strălucitoare de tinerețe și frumusețe, înfășurate într-un steag pe care e scris «Unire». Aceste două femei sînt două surori iubite care voiesc a forma un singur suflet. Împrejurul lor se văd emblemele celorlalte puteri. Aceasta este o curtoazie a artistului pentru reprezentarea acestor puteri, de la care nația așteaptă dreptate. — Acest desen poartă titlu «Unirea», dedicată nației române. Se va trage în mii de exemplare așteptînd ca aprobarea nației să răsplătească pe meritosul artist căruia îi adresăm mulțumirile noastre cele mai sincere`și urîndu-i ca totdeauna penelul său să se inspire de subiecte naționale...”
----- Ziarul Patria, nr. 40 din 3 iulie 1857
Litografia, care a fost realizată după desenul Unirea Principatelor, a fost oarecum diferită față de original, similar cum s-a întâmplat în trecut cu pictura Renașterea României. Artistul a mai făcut schimbări la original, modificând compoziția, și a figurat pe steag capul de bour al Moldovei îmbinat cu vulturul Munteniei. Deasupra stemelor a mai pus un înger care ține o coroană făcând aluzie la unirea sub un singur domnitor. Desenul „Unirea Principatelor" a fost litografiat în mii de exemplare. Librăria G. Ioanid a anunțat apariția litografiilor în 4 decembrie. Este considerat ca fiind primul desen cu temă națională din istoria graficii românești.

### Renașterea Românieiîn teatru
Cu ocazia manifestărilor de sprijin pentru Unire, în seara de 28 aprilie 1857, pe scena Teatrului Național din București, s-a jucat piesa de teatru întitulată Visul unui român, pusă în scenă de A. Costiescu ca „... fantezie originală în 2 tablouri și în versuri”. Piesa a fost o dramatizare a tabloului Renașterea României a lui Gheorghe Tattarescu și a fost dedicată pictorului român cu motto-ul „... Amicului meu G. Tattarescu”. În rolul țăranului bătrân, care apare în pictură în fața bordeiului, a jucat actorul Matei Millo, în rolul României a jucat doamna A. Cronibace și în cel al Dreptății domnișoara M. Maior. Pe îngerul ocrotitor al României l-a interpretat domnișoara Valeri. A fost pentru prima oară în istoria teatrului românesc când a fost transpusă într-o piesă de teatru  o pictură a unui artist.
La ridicarea cortinei Romînia ( d-na Cronibace ) a avut un dialog în versuri cu bătrânul țăran ( Matei Millo ) după cum urmează:
| Romînia........ Cîte lacrimi și suspine, zile fără sărbători! câte stânci, văi, munți și dealuri și cîmpii fără de flori pomișorul soartei mele de un vînt înfuriat zile blînde, ore line, ca pe frunze le-a scuturat! ..................................................................... | Bătrînul țăran........ Nu voi flori mirositoare ce în cîmp n-a înflorit, nu voi stele, nici luceferi ce în calea-i n-au lucit, nu vă cer nimica voă decît vechia ei mărire, nu vă cer decît cununa-nflorită din Unire cu Moldova, mîndra-i soră, cu frumosul ei popor, tot de-un sînge, tot de-o lege, cu romînu-i frățior! |

### Renașterea României- reproduceri în publicații
| Romîniea |
| --- |
| Romînie! Romînie! Dulce țară, glorioasă Pasă plină de mîndrie Într-o cale luminoasă! Lîngă sora ta iubită Un tron falnic vi s-așează Cu Moldova unită, Gloria vă-ncoronează... |

- 1854 -- R. Ionescu a publicat un volum de versuri intitulat Cînturi intime. Volumul s-a vândut la librăria lui Al. Daniilopolu aflată pe strada Colței. În acest volum există poezia, în douăsprezece strofe, cu titlul Artistul (pag. 79- 80) care a fost dedicată lui Gheorghe Tattarescu. Poetul a exprimat în versuri impresiile pe care le-a avut privind tabloul Renașterea României.[51]
 Opt strofe au fost publicate de Jacques Wertheimer-Ghika în biografia artistului din anul 1958.[52]
- 1857 -- a apărut colecția de poezii Faptele eroilor a lui Alexandru Pelimon, editată la Imprimeria Națională a lui Iosif Romanov&Co,[53] cu reproducerea tabloului Renașterea României și poezia La regenerarea României care avea subtitlul Romîniea, cu motto-ul „Romînie! Romînie! dulce țară glorioasă”.[45]
- 1858 --  Alexandru Pelimon a descris în volumul Impresiuni de călătorie în România pictura de la Episcopia Rîmnicului și din nou Renașterea României, scriind: „... România are mult a se făli cu acest ingenios bărbat, cel ce celebră și cîntă regenerarea ei...”;[45]
- 1859 -- un călător francez Theodore Margot lasă să apară cartea O viatorie în cele șaptesprezece districte ale României, antiquități și curiozități, situe, orașe, monumente, date istorice, usururi și moravuri aducînd laude pictorului pentru lucrările sale de la Bistrița și Episcopia Rîmnicului.[45]
- 1867 -- Constantin Esarcu a publicat în revista Ateneul Romîn imaginea tabloului și a invitat publicul să subscrie la litografierea lui.[17]

### Versiuni

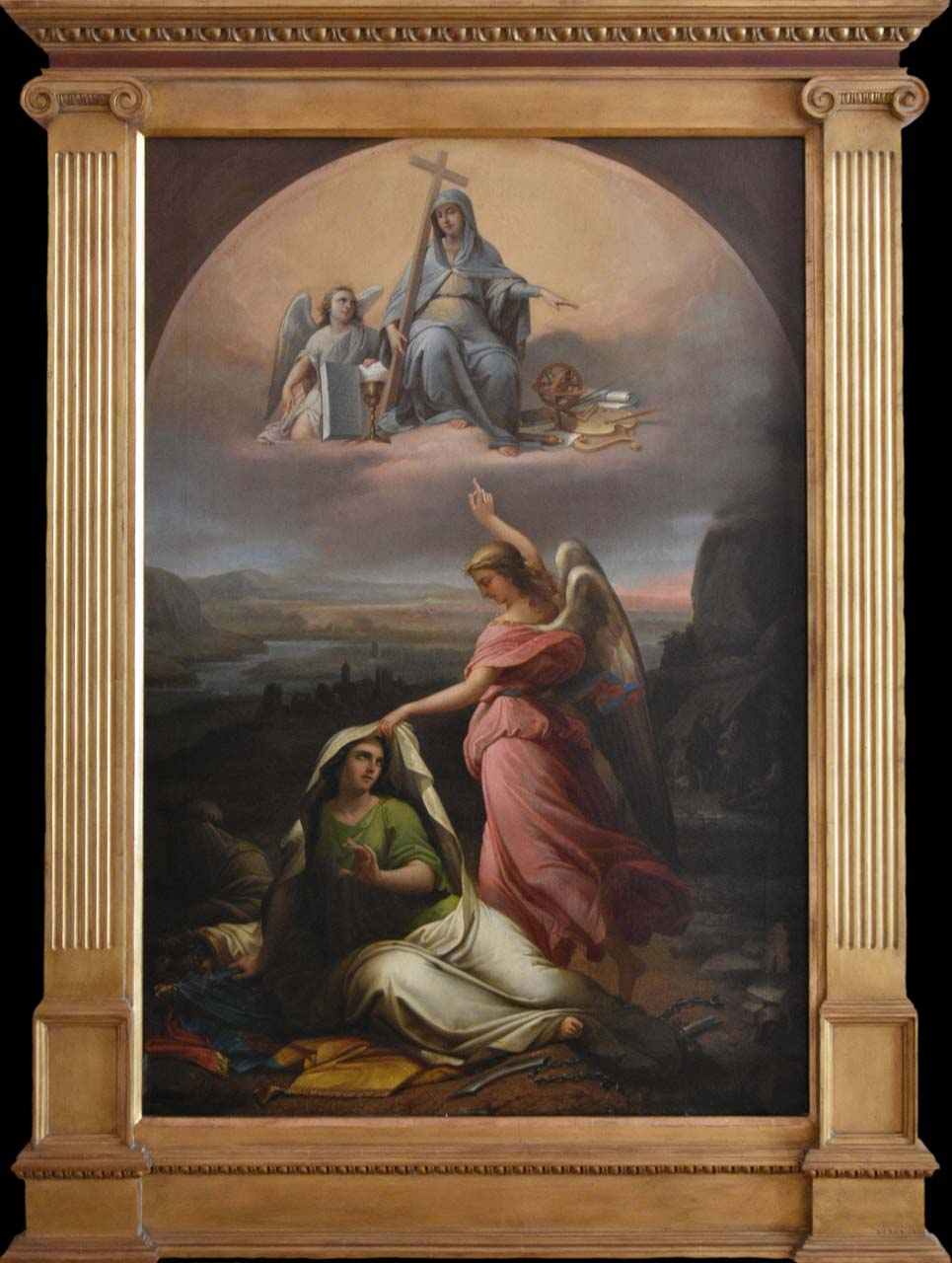
Deșteptarea României de la Muzeul de Artă din Craiova

- Tabloul original se află astăzi la Muzeul Gheorghe Tattarescu.[23] Există mai multe versiuni mai mici pe care Gheorghe Tattarescu le-a realizat după întoarcerea sa din Italia.[36] La Cabinetul de Stampe al Academiei Române se află o litografie după tabloul original.[23]
- Studiul în cărbune care a fost făcut în anul 1849 la Roma se află expus la Muzeul Gheorghe Tattarescu.[11]
- Același muzeu deține mai multe studii în creion și în cărbune pe care artistul le-a gândit și folosit pentru realizarea versiunii finale.[11]

### Filatelie
- 1968 - a apărut un timbru care reproduce lucrarea Renașterea României (pe marca poștală apare titlul „Deșteptarea României”), cu o valoare nominală de 10 bani;
- 2018 - timbru cu valoare nominală de 8 lei.

### Incertitudini
- Istoricul de artă Ion Frunzetti a susținut că pictura originală realizată de Gheorghe Tattarescu în anul 1850 ar fi dispărut și că tot ce a rămas sunt alte versiuni mai mici pe care artistul le-a făcut după revenirea în România de la studiile pe care le-a făcut la Roma. O litografie a lucrării originale există astăzi la Cabinetul de Stampe al Academiei Române. Litografia a fost publicată de Teodora Voinescu în biografia lui Tattarescu din anul 1940.[54]